# 펌프
펌프(pump, 揚水機, 문화어: 뽐프)는 액체나 슬러리(진흙·시멘트 따위에 물을 섞어 만든 현탄액)를 이동하는 데에 쓰이는 장치이다. 펌프는 낮은 압력에서 더 높은 압력으로 액체를 움직이며 에너지를 시스템에 추가함으로써 압력의 차이를 나타낸다. (수력 시스템) 가스 펌프는 팬과 송풍기로 구성된 장치가 있는 HVAC와 같은 매우 낮은 압력의 기기를 제외하고는 보통 압축기라고 불린다.
펌프는 기계적인 힘으로 물질을 밀어내거나, 물리적인 끌어올림을 통해 압축의 힘을 사용한다.
최초의 펌프 종류는 기원전 7세기, 아시리아 왕 시절에 수력 시스템을 위해 센나케립이 처음 사용했던 아르키메데스 나선양수기였다. 나중에 아르키메데스가 기원전 3세기에 더 자세하게 서술하였다. 기원후 13세기에 알자자리가 왕복 펌프, 수력 펌프, 피스톤 펌프와 같은 펌프의 여러 종류를 설명하고 서술하였다.

## 펌프의 원리
사전에 의하면, 펌프란 공기, 액체 등을 한쪽 구멍에서 흡입, 다른 쪽 구멍으로 밀어내거나 토출하도록 만든 기계라고 되어있다. 펌프가 액체를 흡입, 토출하는 원리는 대기를 구성하는 공기의 무게와 밀접한 관련이 있다.

### 대기의 압력
공기분자가 날아다니고 있을 때 어떤 장애물에 부딪치면 충격을 받는다. 이는 I=Ft=Δ(mv)라는 관계를 통해 나타나며, 이를 통해 충돌 시에 받는 힘은 짧은 충돌시간 동안의 시간당 운동량 변화량과 같음을 알 수 있다. 즉, 시간 당 속도 변화 또는 시간 당 질량 변화가 높을 때 충격력이 높아짐을 알 수 있다. 대기 중의 공기 분자 한 개의 충격력은 매우 작지만, 대량으로 모이면 꽤 큰 충격력을 갖게 된다. 따라서 높은 곳일수록 힘이 작고, 지표에 가까울수록 힘이 크다. 지표 부근에서는 1평방센티미터 당 약 1의 힘이 작용하고 있다.

### 압력의 단위
일반적으로 압력은 단위 면적 당 가해지는 힘으로 표시된다. 보통 1평방 센티미터 당 몇 kg의 힘이 작용하는가를 나타내며 kgf/cm2 라는 공학 기압단위로 표시한다.

#### 수주미터(mAq, mmAq, mH2O, mmH2O)
물의 밀도가 4oC에서 1g(1g/cm³)인 것을 이용하여 표시한 압력이다. 예를 들면 대기압(1.033kgf/cm²)은 10.33mAq에 상응한다.

#### 수은주밀리미터(mHg, mmHg)
수은의 밀도가 약 13.55g/m³ 임을 이용한 압력의 단위이다. 수은의 물에 대한 비중은 13.55이므로 10.33mAq는 0.76mHg가 된다.

#### 절대압(abs.)과 게이지압(G)
절대압은 진공을 기준으로 측정한 것으로, 게이지압은 대기압을 기준으로 측정한 것이다. 일반적으로 압력계에 표시되는 압력은 게이지압으로 이 값에 대기압을 가하면 절대압을 얻을 수 있다.
절대압=대기압+게이지압
대기압에서 공기를 모두 제거하면, 압력이 더 이상 저하되지 않는 절대 진공 상태가 되는데, 이 때의 절대압은0mAqabs 또는 0mHgabs로 표시되며 대기압을 기준으로 -0.76mHgG로 표시된다.

### 펌프의 원리
긴 시험관을 수은 안에 완전히 가라앉히어 막힌 쪽을 수직으로 세우면 수은이 관내를 상승하게 된다. 그리고 약 76cm의 높이에서 정지한다. 시험관 안은 공기가 전혀 없기 때문에 무압 상태인데, 수은은 대기압에 눌려 시험관 내를 상승하게 된다.수은의 무게와 대기압에 의한 힘이 맞닿는 지점까지 이르면 평형상태가 되어 수은의 상승이 멈추게 된다. 수은이 76cm 상승한 위치가 대기압과 같은 0.76mHg 가 된다.수은 대신 물을 이용하면 약 10m정도를 상승하게 된다.바꾸어 말하면, 시험관 안에 발생한 진공에 의해 액체가 흡입되었다고 할 수 있으며, 이것이 펌프가 액을 흡입하는 원리이다.즉, 펌프란 기계적으로 진공과 고압을 만드는 장치라고 정의할 수 있다. 이러한 이유로 10m 이상 아래에 있는 유체를 흡입할 수 없다. 이는 물을 기준으로 한 것이며, 유체의 종류에 따라 흡입할 수 있는 높이는 다르다. 따라서 펌프는 일반적으로 지상에 설치하게 되며, 불가피하게 상단에 설치할 경우에도 최대한 낮게 위치하도록 설계한다.

## 펌프의 분류
펌프는 크게 회전식(예 : 원심펌프,centrifugal pump)과 용적형(왕복펌프, reciprocating pump) 펌프로 구분할 수 있다.

### 회전식 펌프
펌프 안의 회전날개나 프로펠러를 회전시켜 발생하는 원심력이나 추진력을 이용, 액체를 토출하는 펌프.회전날개차의 원심력에 의해 액체가 밀려나면서 생긴 부압으로 액을 흡입한다. 연속적으로 액체를 흡입하여 밀어올리는 것이 가능하고 대량이송이 가능하지만, 출구측의 압력변동에 영향을 받기 쉽다. 원심펌프와 프로펠러펌프, 점성펌프, 회전식 용적 펌프 등으로 나뉜다.

#### 원심펌프

원심력 펌프(Centrifugal pump)
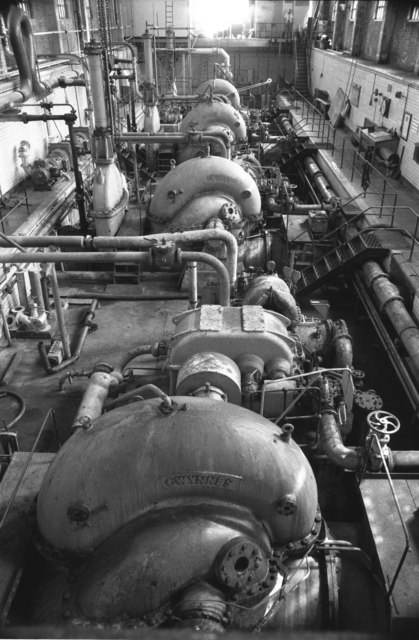
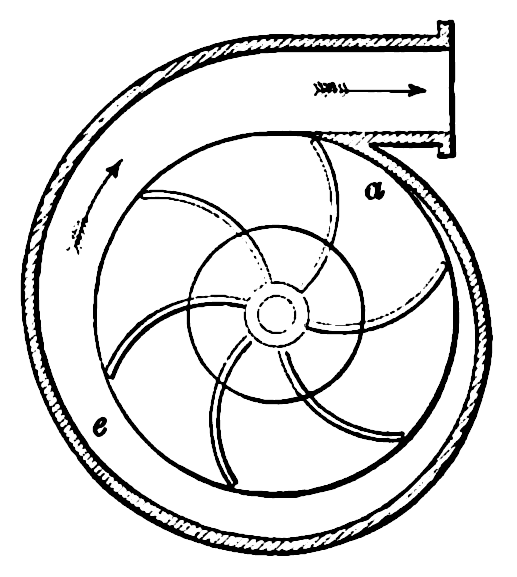

원심펌프(centrifugal pump)는 가공용 물질을 압상하는데 가장 많이 쓰이는 펌프이다.원심펌프는 다수의 깃(blade, vane)이 달린 회전차(impeller)가 밀폐된 케이싱(casing) 내에서 회전함으로써 발생하는 원심력을 이용하는 펌프이다. 유체는 회전차의 중심에서 유입되어 반지름방향으로 흐르는 사이에 압력 및 속도에너지를 얻고, 이 가운데 과잉의 속도에너지는 안내깃(guide vane, diffuser vane)을 지나 와류실(volute casing) 을 통과하는 사이에 압력에너지로 변한다.원심펌프는 회전차의 바깥둘레에 안내깃이 없는 것을 벌류트펌프(volute pump),안내깃이 달린 것을 터빈펌프(turbine pump) 라고 한다.전자는 일반적으로 양정이 낮은 곳에 쓰이며, 후자는 높은 곳에 사용된다.

#### 프로펠러 펌프(propeller pump)
날개바퀴의 회전에 의해 축방향으로 유체를 보내는 펌프. 축, 날개, 안내날개, 동체 및 베어링으로 구성되어 있으며 타 펌프에 비해 작은 용적으로 동일한 수량을 양수할 수 있다. 유체의 흐름방향에 따라 축류펌프(axial flow pump)와  사류펌프(mixed flow pump)로 나뉜다.

#### 기어펌프
회전/(로터리)펌프의 일종이다. 같은 모양의 2개의 기어의 맞물림에 의해 액체를 이송하며 경량이고 구조가 간단하다.역류하지 않도록 되어 있기 때문에 밸브가 필요없다.

### 용적형 펌프
용적형펌프는 전동기의 회전력을 왕복운동으로 변환시켜 펌프 측 또는 피스톤 끝에 설치된 격막이 왕복운동을 함에 따라 발생하는 여압과 부압을 이용한 펌프이다. 펌프실의 용적을 증감시키는 방법으로 토출량을 조절할 수 있다. 정량특성이 우수하고 출구측 압력변화의 영향을 거의 받지 않으나, 압력의 변화가 펌프의 사양을 초과할 경우 토출량이 0이 된다.

## 베르누이 방정식에서의 펌프 적용
1, 2 지점이 서로 단일 관수로로 연결되어 있고 중간에 펌프가 있을 때, 펌프에 의한 단위중량당 에너지를 EP, 1, 2간 마찰손실을 hL, 부차적 손실 합을 {\displaystyle \Sigma h_{m}}라고 한다면 베르누이 방정식은 다음과 같이 나타난다.
{\displaystyle {\frac {V_{1}^{2}}{2g}}+{\frac {p_{1}}{\gamma }}+z_{1}+E_{P}={\frac {V_{2}^{2}}{2g}}+{\frac {p_{2}}{\gamma }}+z_{2}+\Sigma h_{L}+\Sigma h_{m}}
유량을 Q라 할 때, 이론적인 펌프 동력 PP는 다음과 같다.
{\displaystyle P_{P}=\gamma QE_{P}}

## 펌프의 효율
펌프의 효율 ηP는 다음과 같이 정의한다. {\displaystyle P_{P_{act}}}는 실제 펌프에 필요한 동력이다.
{\displaystyle \eta _{P}={\frac {P_{P}}{P_{P_{act}}}}}

## 축동력
펌프의 축동력 P은 다음 식으로 구할 수 있다. Q를 양수량(m³/s), H를 전양정(m)(전양정은 실양정과 손실 수두의 합이다. H = ha + hL), η를 펌프의 효율이라 할 때,
{\displaystyle P={\frac {1000}{75}}Q{\frac {H}{\eta }}} 단위는 독일마력(HP)이다.
{\displaystyle P={\frac {1000}{102}}Q{\frac {H}{\eta }}} 단위는 킬로와트(kW)이다.

## 비회전도
비회전도(비속도, 비교 회전도, Ns)란 임펠러가 1분당 1m3의 유량을 1m만큼 끌어올리는 데 필요한 회전수를 말한다. Ns가 작으면 유량이 작은 고양정의 대형펌프이고, Ns가 크면 유량이 큰 저양정의 소형펌프이다. 소형 펌프일수록 펌프의 값이 저렴해진다.
{\displaystyle N_{s}=N\times {\frac {Q^{\frac {1}{2}}}{H^{\frac {3}{4}}}}}
N : 펌프의 회전수(rpm)
Q : 펌프 양수량(m³/min)
H : 전양정(m)

## 펌프의공동현상방지책
펌프의 임펠러에서 공동현상을 방지하기 위해서 사용하는 방법은, 펌프 회전수를 줄이는 것, 펌프 설치 위치를 낮게 하는 것, 관 직경을 크게 하는 것, 손실 수두를 감소시키는 것이 있다.

## 펌프의 수격작용 방지책
펌프를 급정지하거나 급가동할 경우, 급격한 유속 변화에 따른 급격한 압력 변화로 인해 수격작용이 일어나 관로가 파손될 수 있다. 수격 작용을 방지하기 위한 방법은 크게 두 가지로 나눈다. 첫번째는 압력 급강하에 따른 부압 방지책이고, 두번째는 압력 급상승에 의한 고압 방지책이다. 부압 방지책은 토출측 관로 측에 fly wheel, 조압 수조(surge tank), 공기 밸브(air valve) 및 공기실(air chamber)를 설치하는 것이 있다. 고압 방지책은 토출측 관로에 역지 밸브(check valve), 안전 밸브(safety valve)를 설치하는 것이 있다.

## 참고 문헌
- 김경호 (2010). 《수리학》 1판. 한티미디어. ISBN 978-89-6421-019-2.
- 노재식, 한웅규, 정용욱 (2016). 《토목기사 대비 상하수도공학》. 한솔아카데미. ISBN 979-11-5656-234-4.